# Milk Cow Blues
Milk Cow Blues es el quincuagesimosegundo álbum de estudio del músico estadounidense Willie Nelson publicado por la compañía discográfica Island Records el 19 de septiembre de 2000. Incluyó la colaboración de artistas como BB King y Dr. John y regrabaciones de canciones como «Crazy», publicada originalmente en su álbum debut ...And Then I Wrote. Alcanzó el segundo puesto en la lista de álbumes blues de Billboard así como el noveno en la lista canadiense de álbumes country más vendidos.

## Lista de canciones
| N.º | Título                        | Escritor(es)                              | Colaborador          | Duración |  |
| 1.  | «Milk Cow Blues»              | Kokomo Arnold                             | Francine Reed        | 4:30     |  |
| 2.  | «Outskirts of Town»           | Will Weldon                               | Keb' Mo'             | 2:56     |  |
| 3.  | «Black Night»                 | Jessie Mae Robinson                       | Dr. John             | 5:22     |  |
| 4.  | «Funny How Time Slips Away»   | Willie Nelson                             | Francine Reed        | 4:11     |  |
| 5.  | «Rainy Day Blues»             | Nelson                                    | Jonny Lang           | 5:09     |  |
| 6.  | «Crazy»                       | Nelson                                    | Susan Tedeschi       | 4:16     |  |
| 7.  | «The Thrill Is Gone»          | Rick Darnell, Roy Hawkins                 | B.B. King            | 4:26     |  |
| 8.  | «Wake Me When It's Over»      | Nelson                                    |                      | 4:12     |  |
| 9.  | «Kansas City»                 | Jerry Leiber, Mike Stoller                | Susan Tedeschi       | 2:51     |  |
| 10. | «Fool's Paradise»             | David Avid, Johnny Fuller, Robert Goddins | Dr. John             | 4:17     |  |
| 11. | «Ain't Nobody's Business»     | Porter Grainger, Everett Robbins          | Jonny Lang           | 5:08     |  |
| 12. | «Night Life»                  | Walt Breeland, Paul Buskirk, Nelson       | B.B. King            | 4:25     |  |
| 13. | «Sitting on Top of the World» | Lonnie Chatmon, Walter Vinson             |                      | 4:46     |  |
| 14. | «Lonely Street»               | Carl Belew, Kenny Sowder, W. S. Stevenson |                      | 4:26     |  |
| 15. | «Texas Flood»                 | Larry Davis, Joseph Scott                 | Kenny Wayne Shepherd | 8:46     |  |

## Posición en listas
| País           | Lista              | Posición |
| -------------- | ------------------ | -------- |
| Canadá         | RPM Country Albums | 9        |
| Estados Unidos | Top Blue Albums    | 2        |
| Estados Unidos | Billboard 200      | 83       |